# Sumbawa Besar
Sumbawa Besar ist eine Stadt an der Nordküste der Insel Sumbawa in Indonesiens Provinz Nusa Tenggara Barat. Mit rund 60 000 Einwohnern ist Sumbawa Besar nach Bima die zweitgrößte Stadt der Insel.

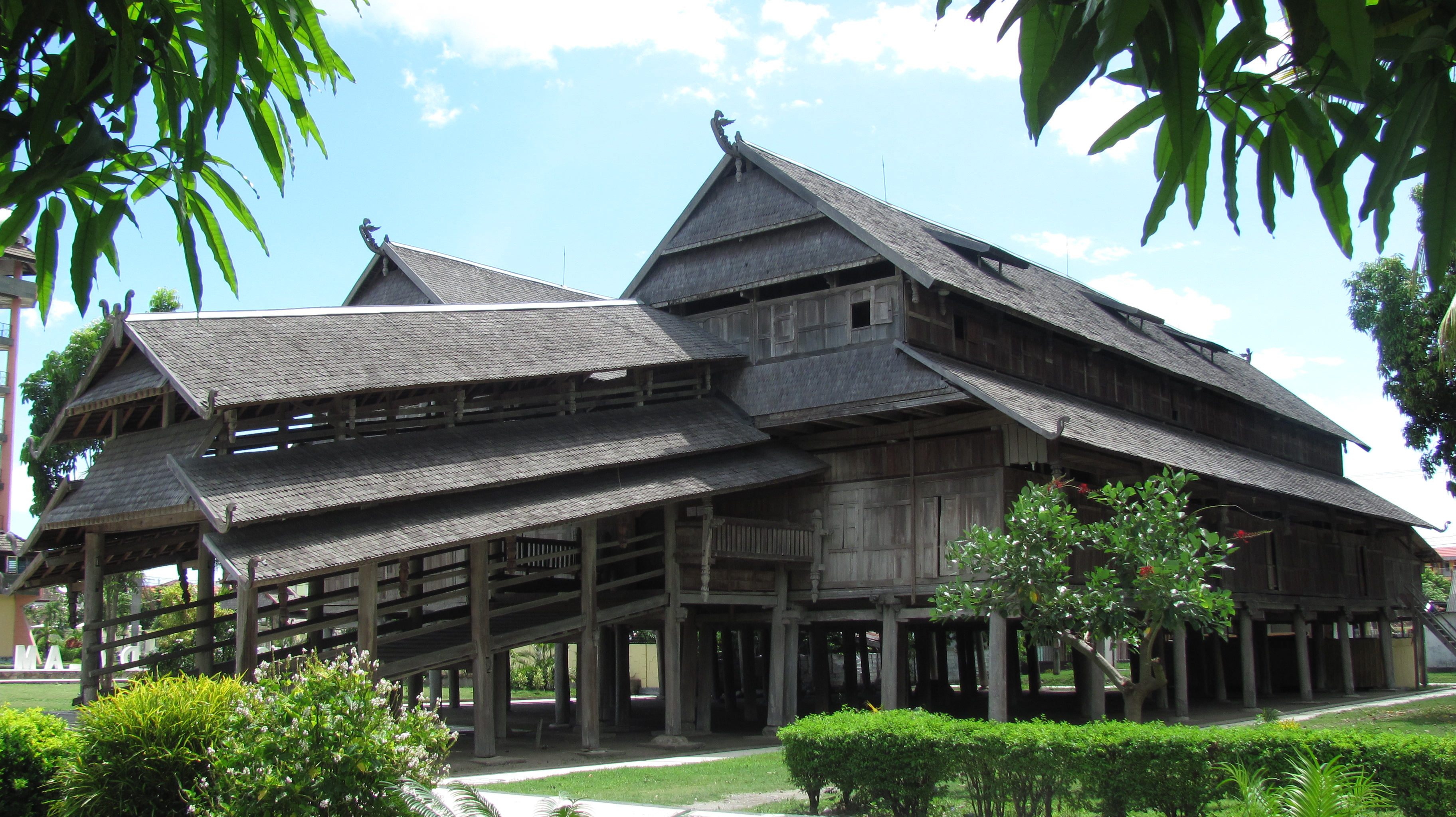
Ehem. Palast Dalam Loka

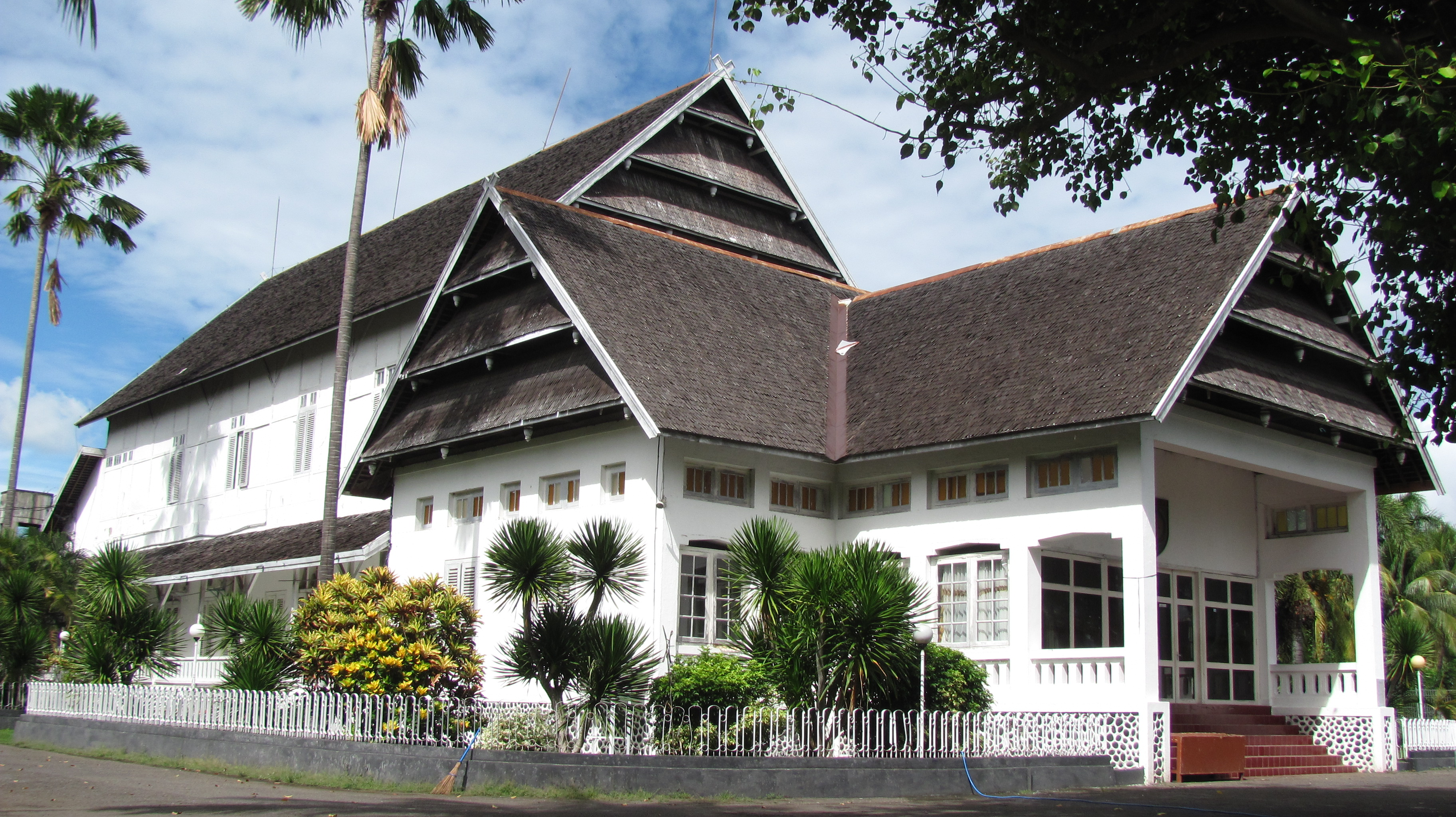
Balai Kuning

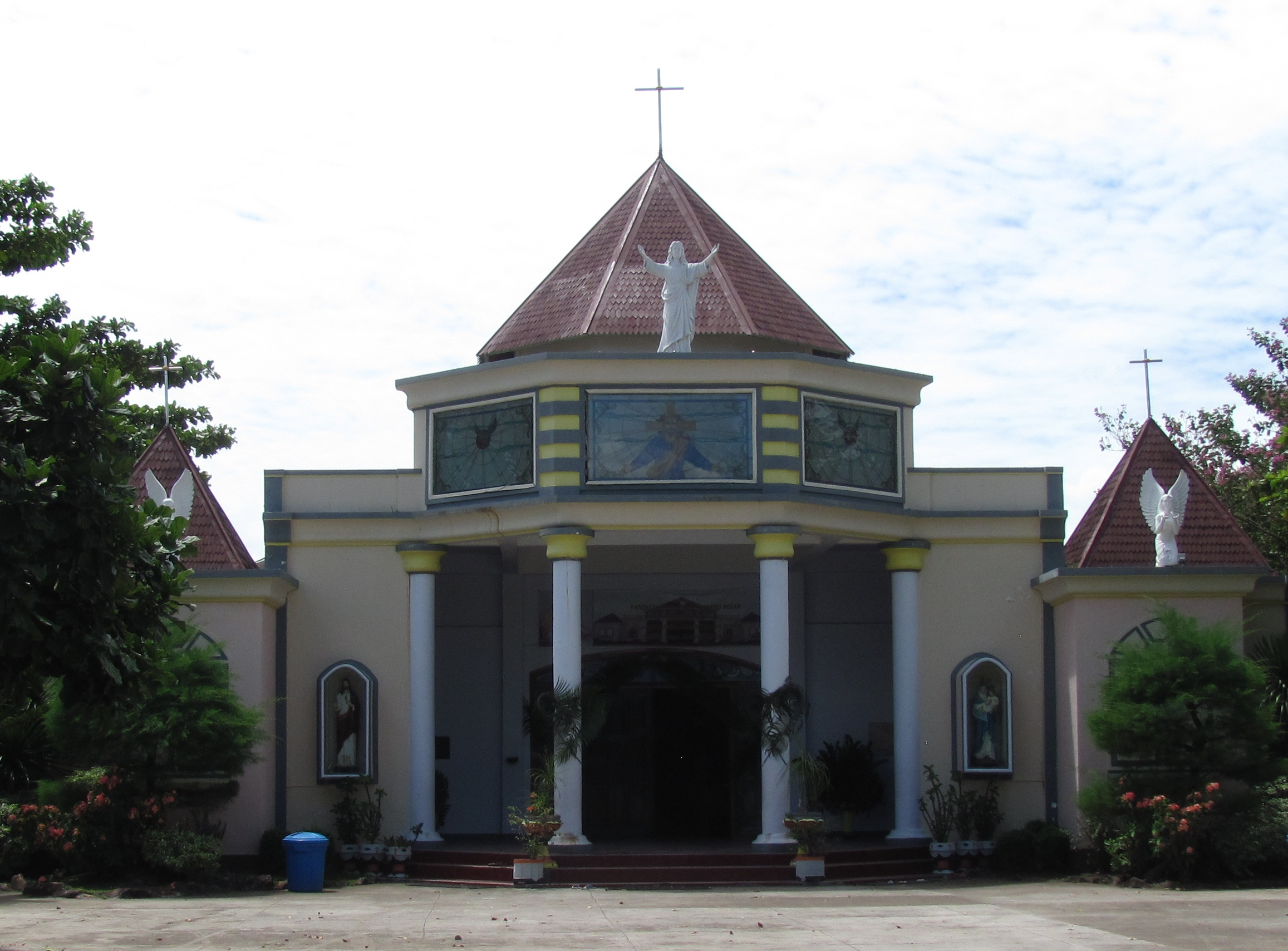
Katholische Kirche Gereja Sang Penebus

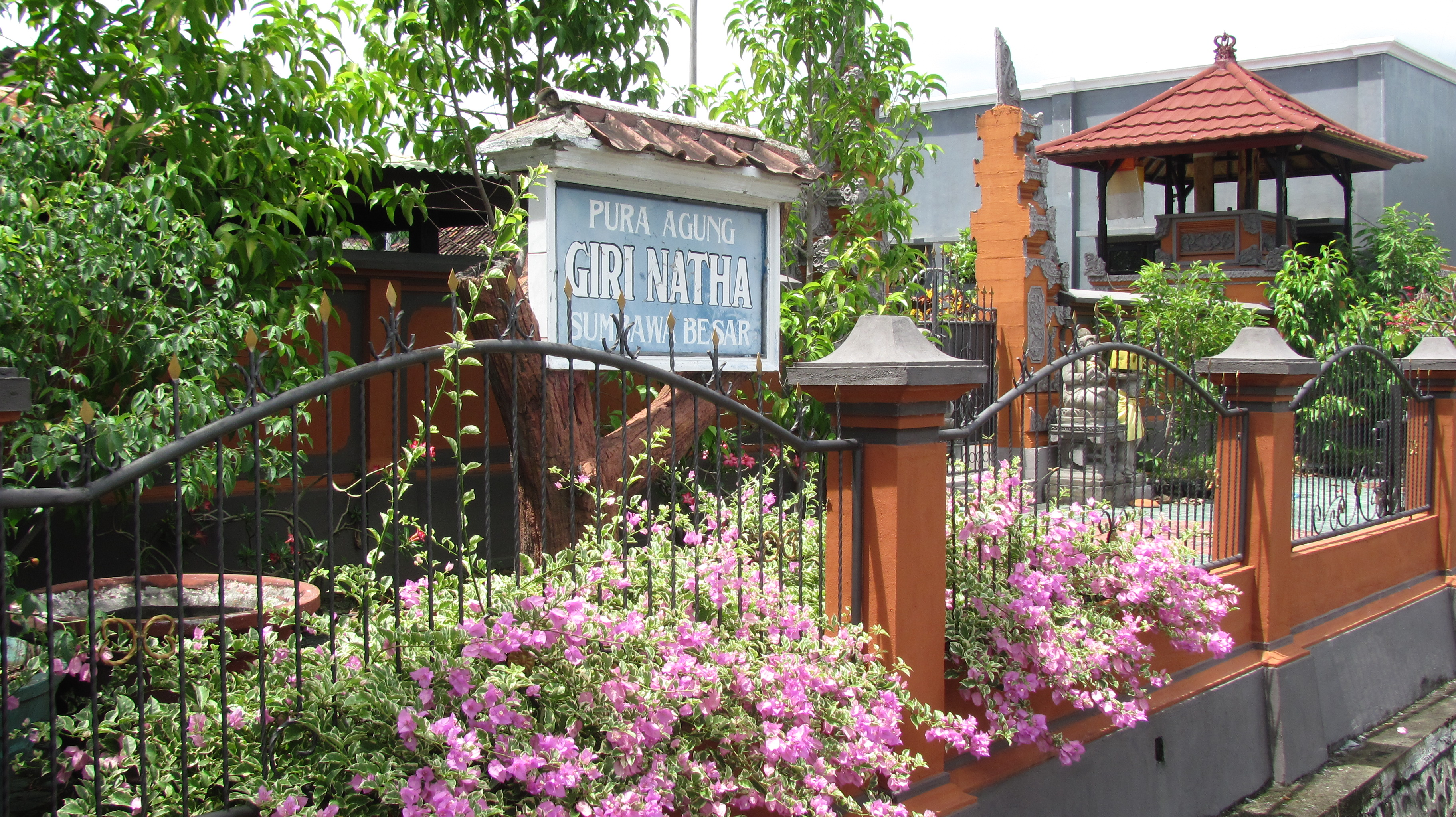
Hindutempel Pura Agung Giri Gnatha

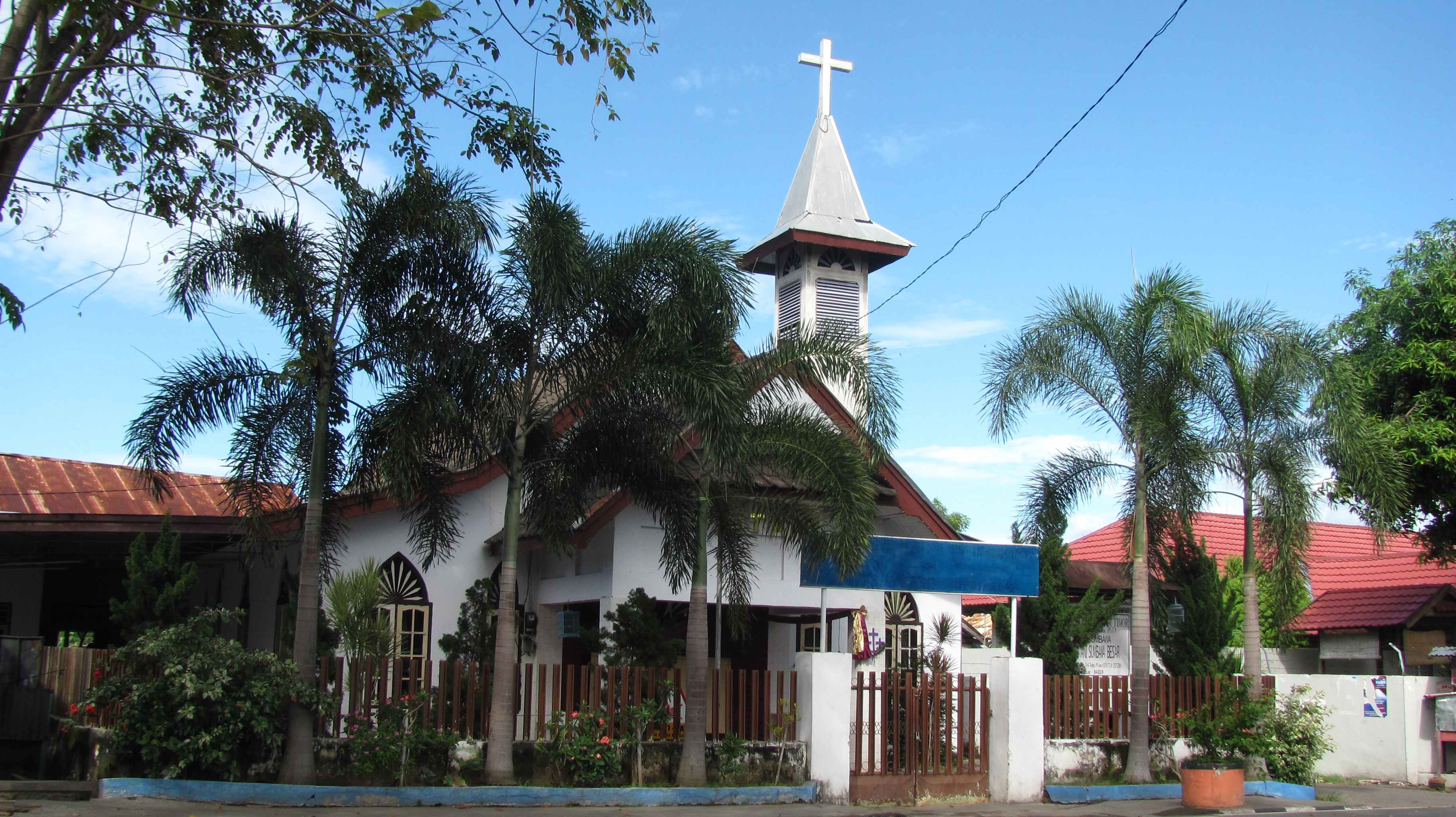
Holländisch-reformierte Kirche

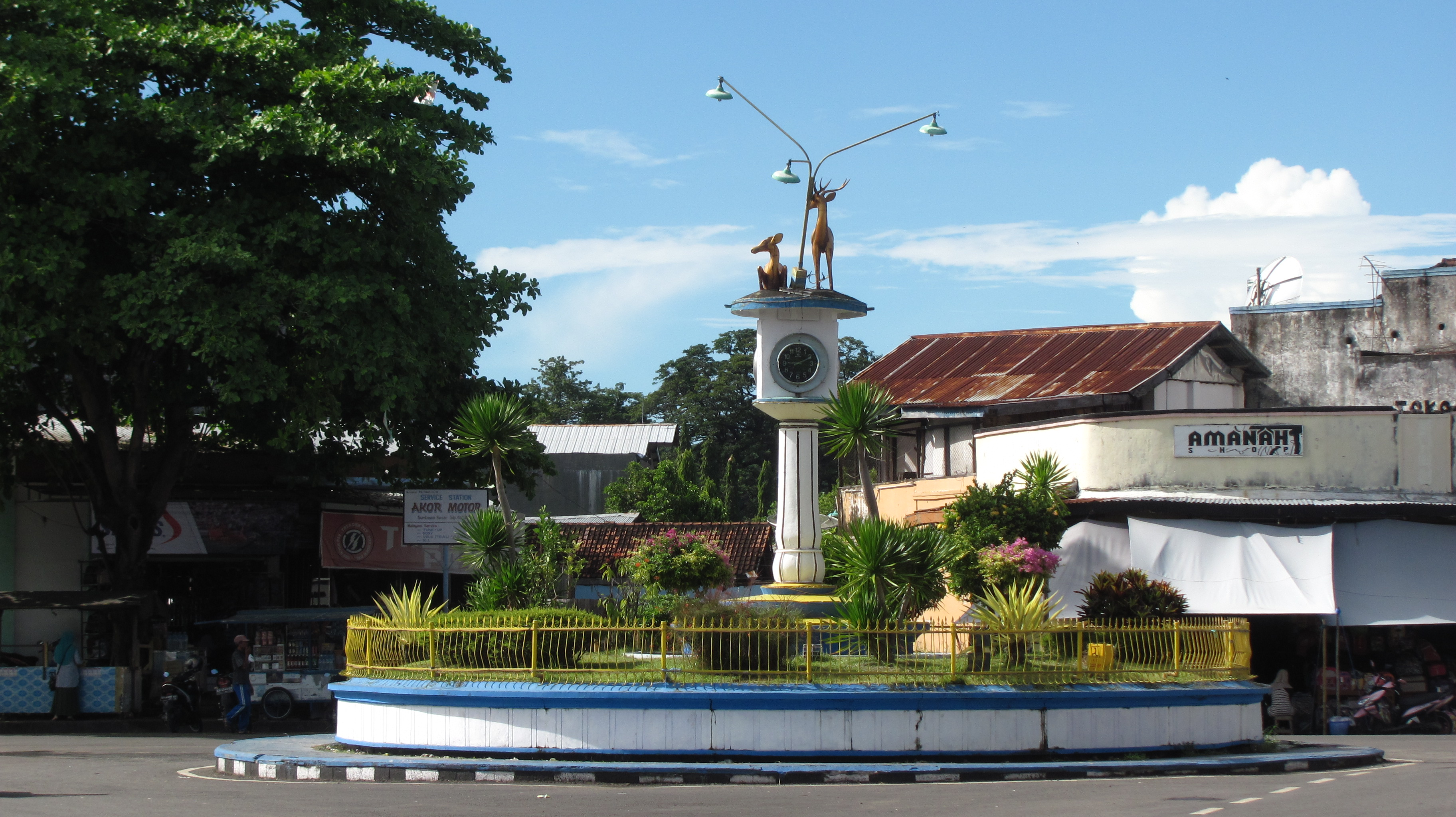
Uhrturm

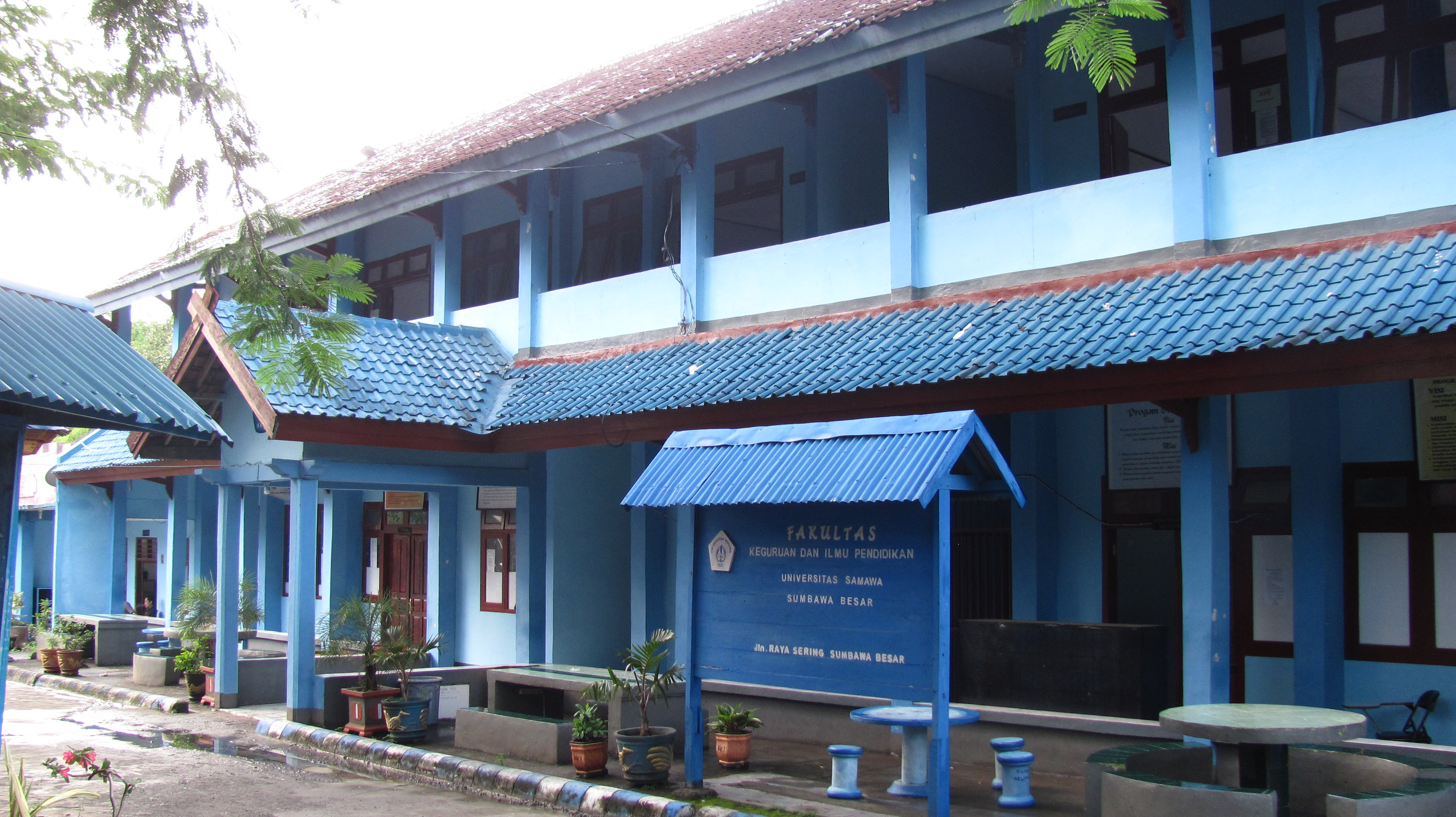
Universität (Teilansicht)

## Wirtschaft
Sumbawa Besar, das Verwaltungszentrum des Regierungsbezirks (Kabupaten) Sumbawa, ist der Mittelpunkt einer stark landwirtschaftlich geprägten und für indonesische Verhältnisse eher spärlich besiedelten Region. Der Tourismus ist wie allgemein auf Sumbawa nur von untergeordneter Bedeutung.

## Transport
Sumbawa Besar liegt an einer gut ausgebauten Straße, die die Insel Sumbawa, auf der es keine Eisenbahn gibt, von West nach Ost durchzieht. Mittlerweile werden in Sumbawa Besar auch offizielle Taxis mit Taxameter betrieben. Dies ermöglicht somit einfach in eines der wenigen Hotels im Umkreis zu fahren.
Etwa zwei Kilometer nordwestlich der Stadt befindet sich der Flughafen Bandar Udara Brangbiji. Die indonesische Fluggesellschaft Merpati Nusantara Airlines flog vor ihrem Konkurs im Februar 2014 von dort aus die Nachbarinseln Bali und Lombok an. 
Das Terminal des Flughafens wurde später modernisiert und die Landebahn wurde deutlich vergrößert, um so die Landung von größeren Flugzeugen zu ermöglichen.
Der Hafen Poto Tano, von dem aus Fähren nach Lombok ablegen, liegt 90 km westlich von Sumbawa Besar. 
Der Hafen von Sumbawa Besar gilt als unbedeutend.

## Geschichte
Sumbawa Besar war im 17. Jahrhundert Hauptstadt eines Sultanats, das dem Reich Gowa im heutigen Makassar auf Südsulawesi unterstand. Zu dieser Zeit wurde auch der Islam auf Sumbawa eingeführt. Vorher waren Stadt und Insel ab dem 14. Jahrhundert ein Teil des javanischen Königreiches Majapahit, jedoch wegen der abgeschiedenen Lage und der großen Entfernung von Java jahrhundertelang von äußeren Einflüssen relativ unberührt geblieben.

## Architektur
Zu den markantesten Bauwerke der Stadt zählt der 1885 aus Holz – bei seinem Bau wurde kein einziger Nagel verwendet – und auf 99 Pfählen errichtete dreiflügelige, ehemalige Palast Dalam Loka des Sultans Mohammad Jalaludin III, der 1883–1893 regierte. In den 1980er Jahren wurde der baufällig gewordene Palast mit seinen Schnitzereien von japanischen Archäologen renoviert. Heute wird er für verschiedene kulturelle Veranstaltungen genutzt. Neben dem Palast wurde die größte Moschee der Stadt erbaut.
Das 1932 im europäischen Fachwerkstil erbaute Anwesen Balai Kuning mit seinem weithin sichtbaren Satteldach beherbergte zeitweise die Stadtverwaltung, heute dient es in erster Linie Repräsentationszwecken. In seinem Innern sind unter anderem Waffen und Kleidungsstücke aus der Zeit des Sultans ausgestellt. An der Nordseite des Gebäudes ist der Grundstein mit einer niederländischen Inschrift zu sehen, die an die Grundsteinlegung am 11. Februar 1932 erinnert. Der Bau ist von einem gepflegten Park umgeben, in dem zwei restaurierte Kanonen aufgestellt und in dem Gehege für Rehe und Pferde angelegt wurden. Im Norden des Parks ist an der Straße Jalan Merdeka ein mehrstöckiger Torturm erhalten, unter dem sich ursprünglich die Einfahrt in das Anwesen befand. Von hier führte – wie noch heute zu erkennen ist – eine Allee zu dem repräsentativen Haupteingang des Bauwerkes. Der für Indonesien sehr ungewöhnliche Fachwerkstil des Gebäudes ist unter dem weißen Putz gut zu erkennen.
Gegenüber dem Balai Kuning wurde an der Straße Jalan Merdeka der Park Taman Krato mit mehreren Alleen aus Palmen und Hibiskus angelegt. Unweit davon befindet sich der Markt Seketeng, der bedeutendste der Stadt. Im Stadtzentrum lohnt der kleine, im balinesischen Stil erbaute Hindutempel Pura Agung Giri Gnatha einen Besuch. Im nördlichen Teil des Zentrums erhebt sich an der Jalan Diponegoro, einer der Hauptverkehrsstraßen der Stadt, die 2009 neu erbaute katholische Kirche Gereja Sang Penebus. Neben ihr stehen noch das frühere, heute nicht mehr genutzte Kirchengebäude sowie die katholische Schule der Stadt. Die um 1900 gegründete holländisch-reformierte Kirche (Gereja Masehi Injili di Timor) bildet mit ihrem Kirchturm einen auffälligen Kontrast zu den zahlreichen Moscheen Sumbawa Besars. Als Mittelpunkt der Stadt gilt der Uhrturm, der in der Mitte eines dreieckigen Platzes erbaut wurde, von dem die drei Hauptgeschäftsstraßen Sumbawa Besars ausgehen.
Das Stadtbild Sumbawa Besars wird durch zahlreiche kleine und gepflegte Grünanlagen, in deren Mitte Denkmäler aufgestellt wurden, aufgelockert. Bekannt ist Sumbawa Besar ebenfalls für die 1998 gegründete Universität Universitas Samawa, die im Westen der Stadt jenseits des Flusses Sungai Branj Biji angelegt wurde.

## Umgebung
Das für seine Pfahlbauten und für die Herstellung traditioneller Stoffe (Ikat) bekannte Dorf Poto liegt 12 km nordöstlich von Sumbawa Besar.
Die Bucht Pantai Kencana, 12 km nordwestlich der Stadt gelegen, ist wegen ihres Kiesstrandes, an dem ein Hindutempel erbaut wurde, ein beliebtes Ausflugsziel.
In dem Küstenort Batu Gong, 14 km von Sumbawa Besar entfernt, sind mehrere Höhlen am Strand das Ziel hinduistischer Wallfahrer, da in ihnen vor rund 400 Jahren Hindus Zuflucht suchten, um der Islamisierung Sumbawas zu entgehen. Noch heute finden die im Hinduismus üblichen Opferungszeremonien hier statt. Der Ort erhielt seinen Namen durch das Geräusch des Windes, das am Strand entsteht und an das Schlagen eines Gongs erinnert.
Südlich von Sumbawa Besar ist der in 450 m. ü. d. M. gelegene Ort Batu Lereng mit seinem angenehmen, ständig leicht windigen Klima als Badeplatz des Sultans bekannt. Hier wird ein natürliches Badebecken durch einen Fluss gebildet. Batu Lereng ist nicht zu verwechseln mit einem nahe gelegenen Ort ähnlichen Namens: In Batu Tereng ist die Tropfsteinhöhle Liang Petang besuchenswert, in deren Nähe eine weitere Höhle Hunderten von Fledermäusen Unterschlupf bietet. Nicht weit davon entdeckte man in Ai Renung Gräber und Sarkophage, die möglicherweise rund 2000 Jahre alt sind.
Ebenfalls südlich von Sumbawa Besar befindet sich in der Nähe des Dorfes Semamung, einem dicht bewaldeten Gebiet, das früher Jagdgebiet des Sultans war, der 50 m hohe Wasserfall Air Beling.
Sumbawa Besar vorgelagert ist die Insel Moyo, die wegen ihrer Strände und Korallenriffe bekannt ist. Hier befindet sich auch eine Hotelanlage der gehobenen Preiskategorie, die von Sumbawa Besar aus mit dem Boot erreichbar ist. Der bekannte, 2851 m hohe Vulkan Tambora erhebt sich rund 40 km nordöstlich von Sumbawa Besar.
Der Staudamm Batu Bulan wurde 1998–2003 mit japanischer Hilfe erbaut und dient der Bewässerung von 5576 ha Land. Der Stausee hat eine Kapazität von 54 Mio. m³ und soll langfristig auch für touristische Zwecke genutzt werden.